# Гра (езеро)
Езерото Гра (на английски и на френски: Lac de Gras) е 13-о по големина езеро в Северозападните територии на Канада. Площта му, заедно с островите в него е 633 км2, която му отрежда 69-о място сред езерата на Канада. Площта само на водното огледало без островите е 577 км2. Надморската височина на водата е 396 м.
Езерото се намира в североизточната част на Северозападните територии на Канада, на около 160 км северно от залива Маклауд на Голямото Робско езеро. Дължината му от запад на изток е 60 км, а най-голямата му ширина – 16 км. Максимална дълбочина 56 м
Гра има силно разчленена брегова линия с дължина от 740 км, с множество заливи, полуострови, протоци и острови с площ от 56 км2.
Езерото дава началото на река Копърмайн, която изтича от северозападния му ъгъл и след като премине през още няколко езера се влива в залива Коронейшън на Северния ледовит океан.
На най-големия остров в езерото и северно от него, в две находища от 90-те години на XX век се добиват диаманти в промишлени количества. Целогодишно функционира летище, чрез което се превозват добитите диаманти и се извършва доставка на стоки, товари и оборудване за мините.
През краткия летен сезон езерото е посещавано от стотици любители на лова и риболова.